# Philip II
Philip II Filoromeo, latin: Philippus Philoromaeus; grekiska: Philippos Philoromaios, (romälskaren) även kallad Barypos (tung fot), död 58 f.Kr, var kung i det seleukidiska riket i Syrien 65-64 f.Kr.  Han var den sista regenten i seleukidriket.
Philip II var son till Philip I Philadelphos. Han blev 65 f.Kr kung i Syrien under Pompejus översyn. Han avsattes dock året därpå, varefter Syrien förklarades som en romersk provins. 
År 58 f.Kr. var han föreslagen som make till drottning Berenike IV av Egypten, men äktenskapet förhindrades av den romerska guvernören i Syrien, Aulus Gabinius. 